# 团结街道 (通化市)
团结街道，是中华人民共和国吉林省通化市东昌区下辖的一个乡镇级行政单位。

## 行政区划
团结街道下辖以下地区：
建和社区、文化社区、三新社区、江北社区、新风社区、富祥社区、平岗社区和东岭社区。